# Primii oameni în Lună
Primii oameni în Lună (engleză The First Men in the Moon) este un roman științifico-fantastic din 1901 scris de H. G. Wells. A fost publicat prima dată în foileton în The Strand Magazine din decembrie 1900 până în august 1901.

## Povestea
Romanul descrie povestea călătoriei spre lună a celor doi eroi principali, afaceristul Mr Bedford și omul de știință Dr. Cavor. Pe Lună ei găsesc o civilizație extraterestră pe care cei doi o denumesc a seleniților, care au o minte de grup.

## Capitole
1. Dl. Bedford se întâlnește la Lympne cu dl. Cavor
2. Prima preparare a cavoritei
3. Construirea sferei
4. În interiorul sferei
5. Călătoria spre Lună
6. Coborârea pe Lună
7. O dimineață lunară
8. Începe explorarea
9. Pierduți pe Lună
10. Pășunile vițeilor lunari
11. Fața seleniților
12. Domnul Cavor face câteva presupuneri
13. Încercări de a intra în legătură
14. Puntea amețitoare
15. Puncte de vedere
16. Lupta din peștera măcelarilor lunari
17. În lumina zilei
18. Dl. Bedford singur
19. Dl. Bedford în spațiul infinit
20. Dl. Bedford în Littlestone
21. Uimitoarea comunicare a d-lui Julius Wendigee
22. Un rezumat al primelor șase mesaje primite de la dl. Cavor
23. Istoria naturală a sateliților
24. Marele lunar
25. Ultimul mesaj trimis de Cavor spre Pământ

## Traduceri în limba română
- 1963 - Primii oameni în Lună, în Opere alese, volumul II: Războiul lumilor, ed. Tineretului, Colecția SF, traducere Mihu Dragomir și C. Vonghizas, 696 pag.
- 1966 - Omul invizibil. Primii oameni în Lună, ed. pentru Literatură Universală, colecția "Biblioteca pentru toți", nr. 335; 440 pag.